# Eitting (Bawaria)
Eitting – miejscowość i gmina w Niemczech, w kraju związkowym Bawaria, w rejencji Górna Bawaria, w regionie Monachium, w powiecie Erding, wchodzi w skład wspólnoty administracyjnej Oberding. Leży około 5 km na północ od Erdinga.

## Demografia
Dane o ludności z 31 grudnia 2008:
| Opis                                | Ogółem | Ogółem | Kobiety | Kobiety | Mężczyźni | Mężczyźni |
| ----------------------------------- | ------ | ------ | ------- | ------- | --------- | --------- |
| Jednostka                           | osób   | %      | osób    | %       | osób      | %         |
| Populacja                           | 2392   | 100    | 1137    | 47,53   | 1255      | 52,47     |
| Wiek przedprodukcyjny (0–17 lat)    | 452    | 18,9   | 200     | 8,36    | 252       | 10,54     |
| Wiek produkcyjny (18–65 lat)        | 1672   | 69,9   | 786     | 32,86   | 886       | 37,04     |
| Wiek poprodukcyjny (powyżej 65 lat) | 268    | 11,2   | 151     | 6,31    | 117       | 4,89      |

## Polityka
Wójtem gminy jest Georg Wiester, rada gminy składa się z osób.
|      | WGG | OLR | PB/SPD | OG | Razem |
| 2008 | 7   | 3   | 2      | 2  | 14    |
| 2002 | 9   | 3   | 2      | -  | 14    |